# Melanie Huml

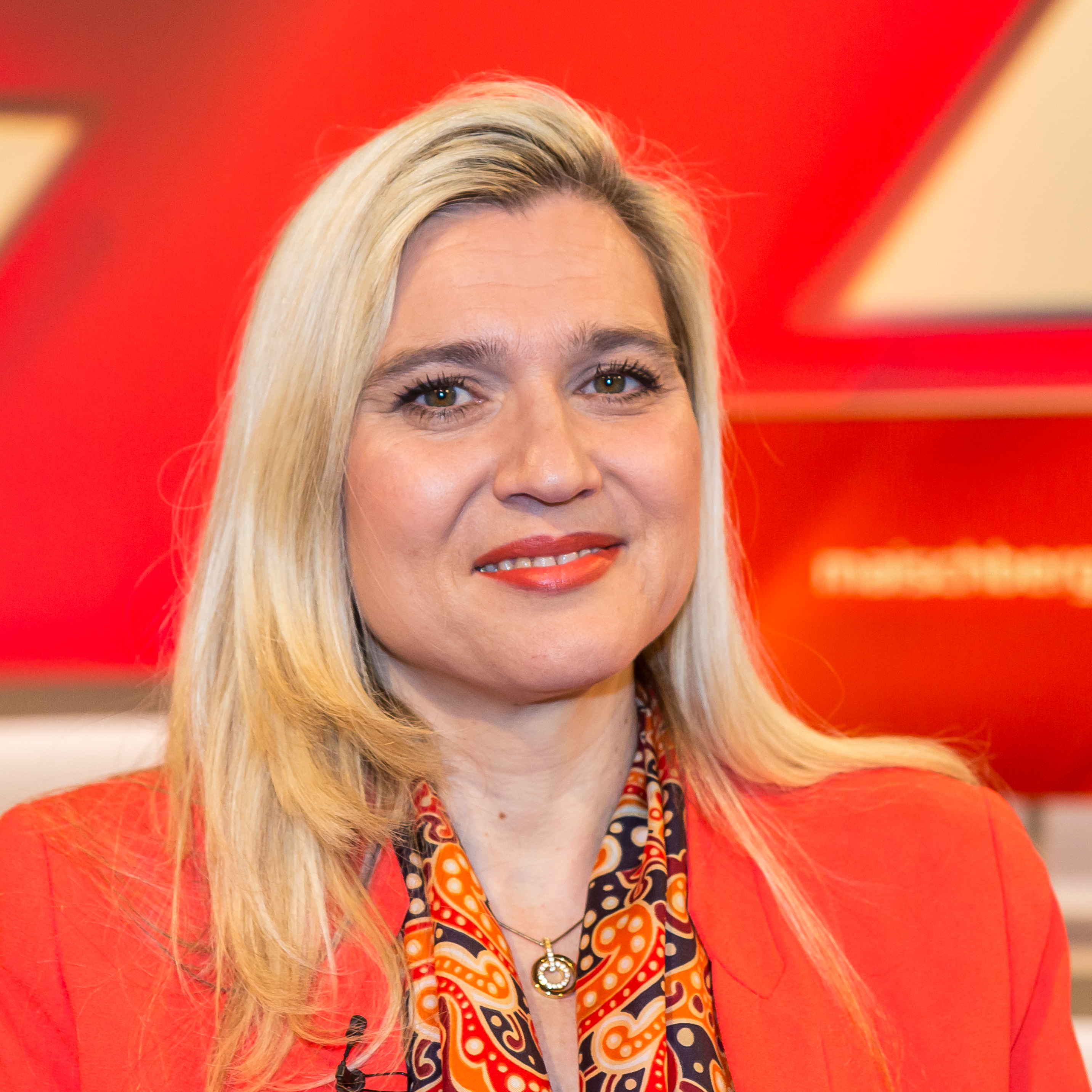
Melanie Huml (2017)

Melanie Huml (* 9. September 1975 als Melanie Beck in Bamberg) ist eine deutsche Politikerin und Ärztin. Als Abgeordnete der CSU ist sie seit Oktober 2003 Mitglied des Bayerischen Landtags. Ab Oktober 2007 gehörte sie als Staatssekretärin der Bayerischen Staatsregierung an, zunächst im Kabinett Beckstein im Staatsministerium für Arbeit und Sozialordnung, Familie und Frauen und von 2008 bis 2013 im Kabinett Seehofer I im Staatsministerium für Umwelt und Gesundheit. Von Oktober 2013 bis Januar 2021 war sie Staatsministerin für Gesundheit und Pflege in den Kabinetten Seehofer II, Söder I und Söder II. Vom 11. Januar 2021 bis zum 8. November 2023 war Huml in der Bayerischen Staatskanzlei Ministerin für Europaangelegenheiten und Internationales.

## Ausbildung und Beruf
Huml wurde als Tochter des Studiendirektors Michael Beck und der Hausfrau Marianne Beck geboren. Nach dem Besuch der Grundschule in Hallstadt wechselte sie auf das Kaiser-Heinrich-Gymnasium Bamberg, das sie 1995 mit dem Abitur abschloss. Im Anschluss nahm sie an der Friedrich-Alexander-Universität Erlangen-Nürnberg ein Studium der Humanmedizin auf. In ihrem Praktischen Jahr arbeitete sie im Klinikum Bamberg und im Kantonalen Spital Grabs im Schweizer Kanton St. Gallen. Nach ihrem Dritten Staatsexamen im Jahr 2003 war sie als Ärztin im Praktikum wieder am Klinikum Bamberg. Seit dem 1. Oktober 2004 ist sie approbierte Ärztin.

## Politik
Ihre politische Laufbahn begann Huml 1993 mit dem Beitritt zur Jungen Union (JU) im Kreisverband Bamberg-Land. Dort übernahm sie 2001 den Kreisvorsitz und wurde stellvertretende Bezirksvorsitzende der Jungen Union Oberfranken. Von 2003 bis 2011 war sie Mitglied im Landesausschuss der Jungen Union Bayern. In die CSU trat sie 2001 ein und ist dort seit 2003 Mitglied im Bezirksvorstand in Oberfranken. Seit 2005 ist sie gewähltes Mitglied des Parteivorstands, zunächst als Beisitzerin und seit 2017 als stellvertretende Parteivorsitzende; ins CSU-Präsidium ist Huml seit 2011 berufen.
Ein erstes politisches Mandat übernahm sie im Kreistag des Landkreises Bamberg, in den sie nach den Kommunalwahlen im März 2002 als jüngstes Mitglied einzog. Ihm gehörte sie bis 2005 an. Bei den Landtagswahlen am 21. September 2003 errang sie als Zweitplatzierte auf der Liste der CSU für den Wahlkreis Oberfranken ein Mandat und zog erstmals in den Bayerischen Landtag ein. Dort gehörte sie bis zu ihrer Berufung in die Bayerische Staatsregierung dem Ausschuss für Sozial-, Gesundheits- und Familienpolitik an und war zudem Mitglied der Enquete-Kommission Jungsein in Bayern – Zukunftsperspektiven für die kommenden Generationen.
Im Oktober 2007 berief Ministerpräsident Günther Beckstein sie als Staatssekretärin im Staatsministerium für Arbeit und Sozialordnung, Familie und Frauen in sein Kabinett. Von Mai 2008 bis April 2014 gehörte sie auch dem Stadtrat von Bamberg an. Seit der Landtagswahl 2008 vertritt sie den Stimmkreis Bamberg-Stadt. Im Oktober 2008 berief sie der neu gewählte Ministerpräsident Horst Seehofer als Staatssekretärin im Bayerischen Staatsministerium für Umwelt und Gesundheit in sein Kabinett. Im Oktober 2013 übernahm sie im Kabinett Seehofer II die Leitung als Staatsministerin im neu geschaffenen Bayerischen Staatsministerium für Gesundheit und Pflege. Im März 2018 (Kabinett Söder I) und im November 2018 (Kabinett Söder II) wurde Huml auch von Ministerpräsident Markus Söder als Ministerin für Gesundheit und Pflege ins Kabinett berufen. Im Januar 2021 nahm Söder einen Wechsel an der Spitze des Ministeriums für Gesundheit und Pflege vor und ernannte Melanie Huml zur Staatsministerin für Europaangelegenheiten und Internationales. Dieses Amt hatte sie bis zum 8. November 2023 inne. Huml war bis zu diesem Zeitpunkt eines der dienstältesten Mitglieder der Bayerischen Staatsregierung und gleichzeitig auch das jüngste, das Teil von vier Kabinetten war.
Hummel kandidiert bei der Oberbürgermeisterwahl 2026 in Bamberg.
Für ihr politisches und ehrenamtliches Engagement wurde Huml am 22. Juli 2019 der Bayerische Verdienstorden verliehen. Außerdem wurde sie am 17. Juli 2023 mit der Ehrenmedaille in Silber des Bezirks Oberfranken ausgezeichnet.

## Kritik und Kontroversen
Im August 2020 geriet Huml im Rahmen der COVID-19-Pandemie in die Kritik, da an Corona-Teststationen für Reiserückkehrer knapp 44.000 von 85.000 Personen – darunter 900 positiv getestete – nicht über das Ergebnis informiert worden waren.
Als bayerische Gesundheitsministerin war Huml in die Maskenaffäre verwickelt.

## Familie
Huml ist seit Mai 2005 mit dem Rechtsanwalt Markus Huml verheiratet und hat zwei Söhne (* 2012, * 2015). Sie ist römisch-katholischer Konfession und wohnt in Bamberg (Stand Januar 2021).